# Ormsby (Minnesota)
Ormsby – miasto w Stanach Zjednoczonych, w stanie Minnesota, w hrabstwie Martin.